# Wania Monteiro
Wania Monteiro (Santa Catarina, 9 d'agost de 1986) és una esportista de Cap Verd especialitzada en la gimnàstica rítmica.
Nascuda a Santa Catarina, Santiago, va viure en Praga durant uns anys. És entrenada per Elena Atmacheva. Segons la revista Time, ella sovint va a entrenar "en un gimnàs ruïnós amb sostres massa baixos per acomodar el cos de manera apropiada o poder fer els jocs de pilota", a causa d'una manca d'ajudes als esportistes de Cap Verd. Monteiro Va representar el seu país als Jocs Olímpics d'Estiu de 2004 d'Atenes, i va portar la bandera de Cap Verd durant la cerimònia d'obertura dels Jocs. Fou també la primera gimnasta de Cap Verd que va competir en les Olimpíades.
El 2006, va guanyar quatre medalles als Campionats de Gimnàstica africans, tres de bronze i una d'or, pujant a tots els pòdiums durant aquesta competició. Monteiro va competir un altre cop als Jocs Olímpics d'Estiu de 2008 de Pequín, i també va portar la bandera del seu país durant la cerimònia d'obertura dels Jocs. Va acabar 24ena, amb 49.050 punts.